# Refuge faunique national Charles M. Russell
 Le refuge faunique national Charles M. Russell (anglais : Charles M. Russell National Wildlife Refuge) (en abrégé CMR NWR) est un refuge national de faune situé dans l'État américain du Montana. Le refuge entoure le réservoir de Fort Peck et couvre 3 706 km2 de superficie. C'est le deuxième plus grand refuge national de faune dans les 48 États contigus des États-Unis  et le plus grand du Montana. Créée en 1936, elle s'appelait à l'origine le Fort Peck Game Range. Il a été rebaptisé en 1963 d'après l'artiste du Montana Charles M. Russell, un célèbre peintre de l'Ouest américain. En 1976, le Game est devenue un « Refuge » (ce qui a légalement modifié la gestion de la zone).

## Établissement du Refuge
L'établissement du Russell National Wildlife Refuge est étroitement lié à la construction du barrage de Fort Peck. Le cours inférieur du fleuve Missouri était utilisé depuis longtemps pour le commerce, mais les navires commerciaux ont largement cessé d'utiliser la partie supérieure du fleuve après que les chemins de fer ont poussé vers l'ouest dans les années 1880. Des inondations importantes dans la partie inférieure de la rivière en 1903 et une poussée du développement des États du Dakota du Sud, du Dakota du Nord et du Montana dans les années 1920 ont conduit le gouvernement fédéral à envisager de construire de grands barrages sur le Missouri. Les barrages produiraient non seulement de l'électricité destinée aux chemins de fer et à l'industrie, mais ils aideraient à prévenir les inondations et créeraient de grands réservoirs qui pourraient être utilisés pour le trafic commercial. Avec le début de la Grande Dépression en octobre 1929, le chômage est devenu un grave problème dans le Montana. L'administration de Franklin D. Roosevelt a vu la construction de barrages comme un moyen de soulager le chômage. Le 12 décembre 1933, Roosevelt a émis l'ordonnance exécutive 6491, qui a remis les terres fédérales au Corps of Engineers de l'armée américaine pour la construction du barrage de Fort Peck.
En 1929, le président Herbert Hoover a promulgué la loi sur la conservation des oiseaux migrateurs, qui autorisait le gouvernement fédéral à acheter ou à louer des terres pour l'établissement de refuges d'oiseaux aquatiques. En 1934, le président Roosevelt a promulgué la loi sur le timbre de chasse aux oiseaux migrateurs, qui a généré des revenus pour l'achat de terres de refuge pour la sauvagine en obligeant les chasseurs d'oiseaux utilisant des terres fédérales à acheter un "timbre de canard" (essentiellement un permis leur permettant de chasser la volaille). En 1935, l'administration Roosevelt a commencé à examiner si un «refuge d'oiseaux migrateurs de Fort Peck» devrait être établi autour du réservoir de Fort Peck qui serait bientôt rempli. Le célèbre biologiste de la faune Olaus Murie a été envoyé dans la région pour documenter les sols, la topographie, la végétation et la faune. Le rapport complet de Murie s'est avéré essentiel pour convaincre l'administration Roosevelt que la zone autour du réservoir de Fort Peck devrait être un refuge faunique, pas seulement pour les oiseaux.
Le 11 décembre 1936, le président Roosevelt a établi le Fort Peck Game Range. Le but principal de l'aire de répartition était la préservation de la faune sauvage , bien que le pâturage par le bétail domestique soit autorisé.
Au cours des années qui ont suivi, l'aire protégée s'est agrandie à plusieurs reprises et son nom et son objet ont été modifiés. Le 13 avril 1942, le président Roosevelt a remis encore plus de terres au refuge de chasse. Le 25 février 1963, le président John F. Kennedy a changé le nom de l'aire de répartition en Charles M. Russell National Wildlife Range,. L'exploitation de la réserve nationale de faune pour le pétrole, le gaz naturel, le charbon et d'autres minéraux a été interdite le 15 mai 1970 par l'ordonnance 4826 sur les terres publiques.
Les années 1970 ont apporté des changements supplémentaires à l'aire protégée. En 1976, le Congrès a modifié la Wild and Scenic Rivers Act pour désigner la rivière Missouri et ses berges dans la réserve nationale de faune de Russell comme faisant partie du réseau national de rivière Upper Missouri River Wild and Scenic River. Enfin, le 25 avril 1978, le secrétaire à l'Intérieur des États-Unis a changé le nom de l'aire protégée en Charles M. Russell National Wildlife Refuge et a confié la zone au US Fish and Wildlife Service pour sa gestion.

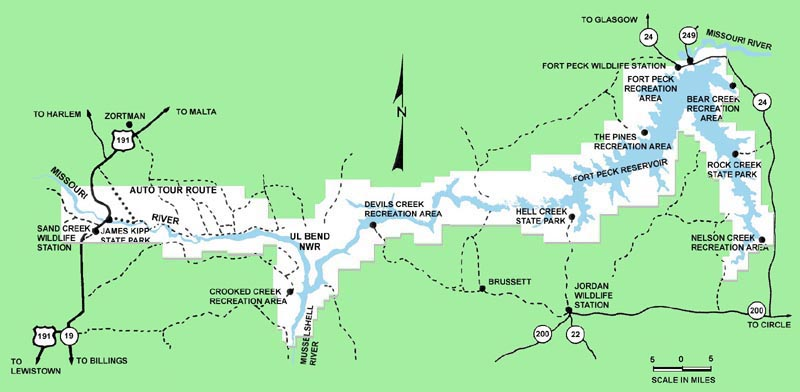
Carte de Charles M. Russell National Wildlife Refuge

Deux modifications importantes ont été apportées au refuge dans les années 1990. Le 28 septembre 1993, le secrétaire à l'Intérieur a rendu l'ordonnance 6997 sur les terres publiques, interdisant toute exploration minière à l'intérieur de la réserve faunique nationale Charles M. Russell pendant 20 ans. Le 28 décembre de la même année, la General Services Administration a transféré 24 km2 de terres du Corps des ingénieurs de l'armée au refuge faunique.
En septembre 2010, la réserve nationale de faune Charles M. Russell couvrait 3 706 km2 de superficie. 2 991 km2 de terres dans le refuge ont été retirées de la colonisation, de l'exploration minérale, du pâturage et d'autres utilisations. Il reste encore 150 km2 de terres domaniales et 170 km2 de terres privées dans le refuge, les terres domaniales étant gérées par le ministère des Ressources naturelles et de la Conservation du Montana en coopération avec FWS.

## À propos du refuge

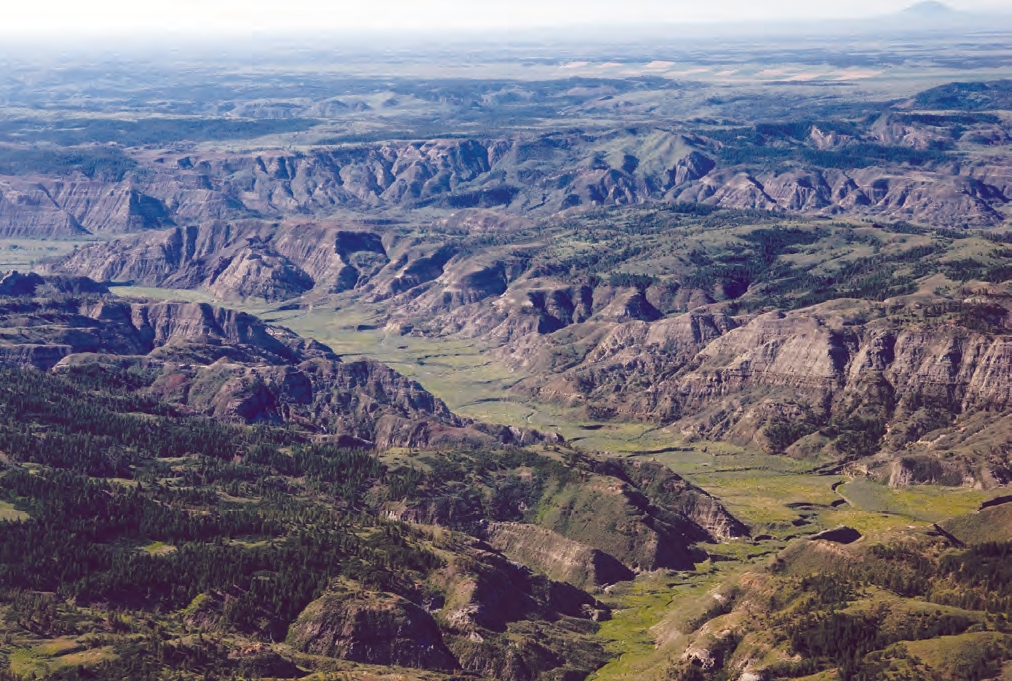
La topographie du Russell Wildlife Refuge est très variée.

Il y a environ 100 millions d'années, une grande mer intérieure connue sous le nom de Western Interior Seaway couvrait la majeure partie du centre des pays modernes des États-Unis et du Canada. Elle s'étendait du golfe du Mexique à l'océan Arctique et mesurait 762 m de profondeur et 965 km de large. Un large éventail de dinosaures, dont Ankylosaurus, Pachycephalosaurus, Thescelosaurus, Triceratops et Tyrannosaurus, habitaient la région. La combinaison d'une faune préhistorique étendue et d'une mer intérieure peu profonde a conduit à une préservation et une fossilisation importantes des restes d'animaux et de plantes.

### Flore, faune et gestion
De 1938 à 1976, le CMR NWF a été administré conjointement par le Département américain de l'Agriculture et le Département de l'intérieur. En tant qu'aire de jeu, la zone n'était pas aussi protégée qu'elle aurait pu l'être, et les deux agences ont eu du mal à maintenir la capacité à soutenir la faune tout en permettant à un grand nombre de bétail domestique d'y paître. En 1976, le Congrès a promulgué la Game Range Act, qui a mis fin à l'administration conjointe du refuge et transféré l'autorité de gestion du Bureau of Land Management au Fish and Wildlife Service. Depuis 2010, le Corps des ingénieurs de l'armée de terre continue d'avoir l'autorité principale de gestion pour une partie du refuge, le FWS ayant une autorité secondaire dans ces domaines. Le Corps et le FWS continuent de gérer conjointement les zones riveraines et récréatives et les sites qui leur sont associés.

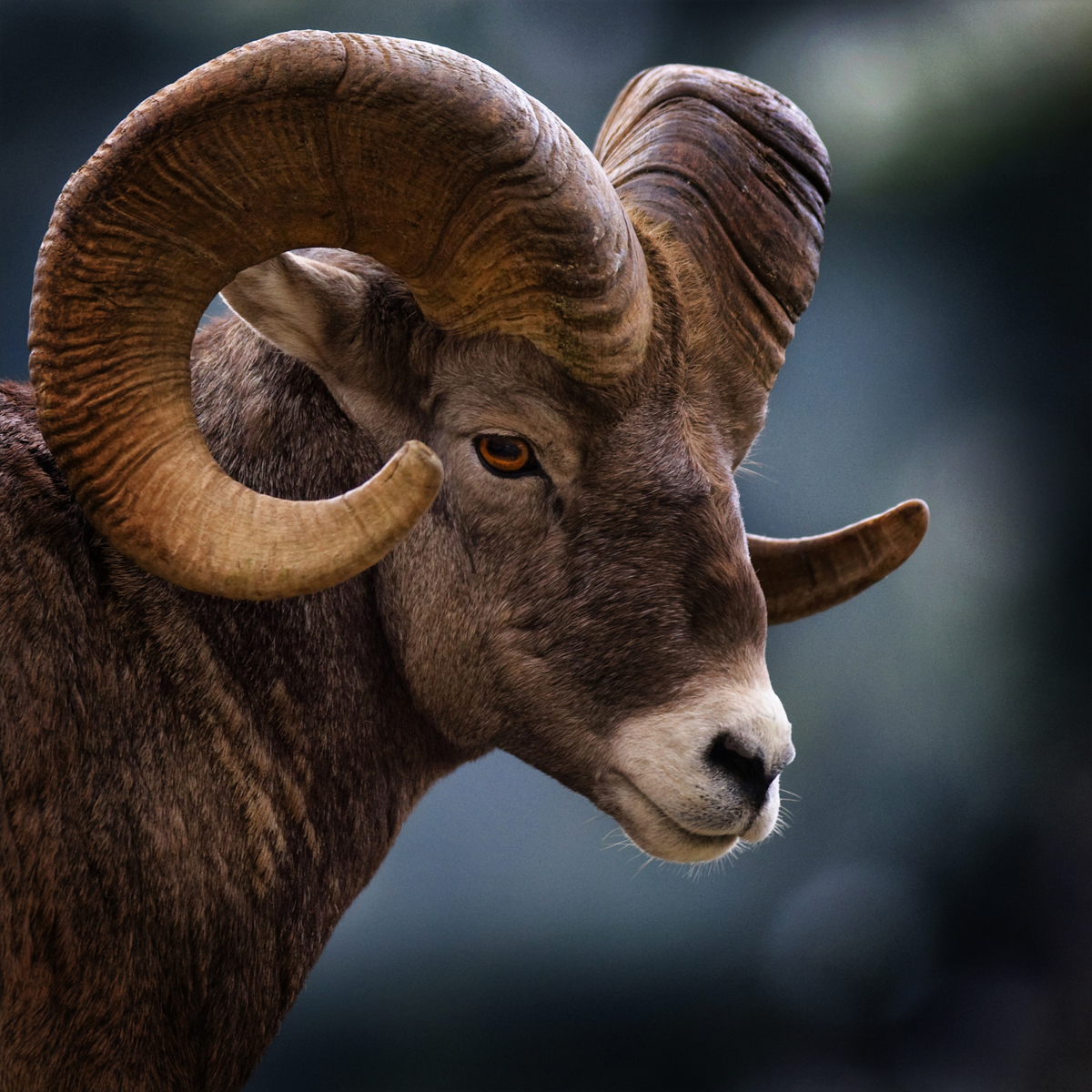
La plus grande population de mouflons des montagnes Rocheuses (Ovis canadensis canadensis) à l'extérieur des montagnes Rocheuses vit dans le CMRNWR.

La plus grande population de mouflons des Rocheuses en dehors des montagnes Rocheuses se trouve dans le refuge. Des populations importantes de castors, de mouflons d'Amérique, de pumas, de coyotes, de cerfs mulets, de chiens de prairie, de porcs-épics, de pronghorns, de wapitis des Rocheuses et de cerfs de Virginie existent dans le refuge. Les espèces menacées et les espèces en voie de disparition comprennent le putois à pattes noires, le chien de prairie à queue noire, la chouette des terriers, le loup gris, le grizzli, la sterne moine, le pluvier montagnard, la grenouille léopard, l'esturgeon pâle, le pluvier siffleur, le tétras des armoises, le méné de la faucille et le méné de l'esturgeon. Le site contient également une grande population de tétras à queue pointue ainsi qu'environ 235 autres espèces d'oiseaux. Le refuge abrite 4 000 wapitis des Prairies, le plus grand troupeau de wapitis des Prairies aux États-Unis,.

### Visite et utilisation du Refuge
Chaque année, environ 250 000 personnes visitent le Russell National Wildlife Refuge, ce qui en fait l'un des refuges nationaux pour la faune les plus visités des États-Unis,.
Le US Fish and Wildlife Service permet au public de chasser et de pêcher dans le refuge.

## Découvertes fossiles notables
En 1988, un Tyrannosaurus rex connu sous le nom de "Devil Rex" a été mis au jour dans le Russell National Wildlife Refuge. Le squelette était complet à environ 46 pour cent et comprenait le premier membre antérieur complet de T. rex,. Le fossile est maintenant la pièce maîtresse de la salle des dinosaures du Musée national d'histoire naturelle de Washington.
En 2000,  un spécimen de Tyrannosaurus rex connu sous le nom de "B-Rex" a également été mis au jour dans le Refuge. Des tissus mous préservés ont été trouvés dans le fémur d'un spécimen vieux de 70 millions d'années,,.
En novembre 2010, le chasseur David Bradt est tombé sur un fossile d'élasmosaure dans un canyon du Russell National Wildlife Refuge. Le spécimen s'est avéré être une nouvelle espèce d'élasmosaure à col court, appelée par la suite Nakonanectes bradti.